# Valentin Molitor
Valentin Molitor (* 15. April 1637 in Rapperswil; † 4. Oktober 1713 in Weingarten) war ein Schweizer Komponist und Organist des Barock und Benediktiner.

## Leben
Seinen ursprünglichen Namen Valentin Müller änderte er in die lateinische Form „Molitor“, als er 1656 in das Benediktinerkloster St. Gallen eintrat. Dort erhielt Molitor 1662 die Priesterweihe. Nachdem er in verschiedenen Klöstern als Lehrer und Organist gewirkt hatte, erhielt er 1683 die Stelle des Kantors im Kloster St. Gallen, wo er zwei Jahre später Kapellmeister wurde. Seine letzten Lebensjahre verbrachte er in der Abtei Weingarten in Württemberg.

## Werke (Auswahl)
- Directorium seu cantus et responsoria in processionibus ordinariis per annum. St. Gallen 1692.
- Odae genethliacae ad Christi cunas, für 1–3 Singstimmen, fünfstimmigen Chor und Streicher. Kempten 1668.
- Missa una cum tribus motettis in solemni translatione SS et martyrum. St. Gallen 1681.
- Epinicion marianum. St. Gallen 1683.
- Kantaten Amoena Quam Festivitas und Nocte Lux Mundi Fuit Orta Mundo, für 2 Soprane, 2 Violinen u. B.c.
- A solis ortus cardine, Weihnachtskonzert für 2 Soprane, Bass, 2 Violinen u. B.c.

## Nachweise
1. ↑  Hans Peter Schanzlin: Molitor [Müller], Valentin. In: Grove Music Online (englisch; Abonnement erforderlich).